# Prohlášení čtyř
Prohlášení čtyř (celým názvem Společné prohlášení nejvyšších ústavních činitelů České republiky) je prohlášení z 18. října 2016, podepsané prezidentem Milošem Zemanem, předsedou senátu Milanem Štěchem, předsedou sněmovny Janem Hamáčkem a předsedou vlády Bohuslavem Sobotkou jako reakce na setkání ministra kultury Daniela Hermana s tibetským duchovním vůdcem dalajlamou, ke kterému došlo ve stejný den. K setkání s tibetským vůdcem, který přijel do Prahy v rámci konference Forum 2000, došlo 18. října 2016 v Nostickém paláci, sídle ministerstva kultury. Kromě ministra kultury se setkání účastnily také místopředsedkyně Senátu Miluše Horská, předsedkyně Státního úřadu pro jadernou bezpečnost Dana Drábová, bývalá europoslankyně Zuzana Roithová a senátor Petr Šilar. Prohlášení bylo kritizováno řadou politických komentátorů, politiků, studentů a zástupců vysokých škol.

## Pozadí a vznik prohlášení
Odklon od prosazování lidských práv v zahraniční politice v 90. letech začal už během pravicové vlády Petra Nečase, která zdůrazňovala zahraniční obchod a Nečas kritizoval „dalajlamismus“. Tento odklon pokračoval příchodem Miloše Zemana na Hrad, který si jako prioritu stanovil posílení ekonomické diplomacie a Čínu považoval za důležitého obchodního partnera. Prezident Zeman navštívil v letech 2014 a 2015 Čínu dvakrát a důraz kladl především na rozvoj ekonomických vztahů. Tyto politické změny vyvrcholily v roce 2016 návštěvou čínského prezidenta v Česku a podepsáním dokumentu o strategickém partnerství, na které se odvolává i Prohlášení čtyř nejvyšších ústavních činitelů.
Čínská vláda pokládá dalajlamu za separatistu prosazujícího nezávislost Tibetu, čínské provincie obsazené čínskou armádou v roce 1950 a snaží se omezovat kontakty dalajlamy s dalšími zeměmi. Před chystanou návštěvou dalajlamy v České republice proto navštívila čínská velvyslankyně 13. září 2016 Hynka Kmoníčka, ředitele zahraničního odboru Kanceláře prezidenta republiky, a zajímala se o to, jestli se ministr Herman s dalajlamou setká. Poté vyhledala vyslankyně Hynka Kmoníčka znovu 17. října a zajímala se o změny vládní politiky k Číně. 18. října, ještě před schůzkou s tibetským vůdcem, povolalo čínské ministerstvo zahraničí českého velvyslance v Pekingu a vyzvalo ho, aby se nikdo z české vlády s dalajlamou nesetkával.

## Obsah prohlášení
Prohlášení připravené ministerstvem zahraničí se odvolává na nedávno podepsané Strategické partnerství mezi Čínou a Českem a konstatuje, že „osobní aktivity některých českých politiků nejsou výrazem změny oficiální politiky České republiky“ a že Česká republika bude ve své dlouhodobé politice vůči Číně „vycházet ze vzájemného respektu ke svrchovanosti a územní celistvosti Čínské lidové republiky, jejíž je Tibet součástí“.
Podle serveru Echo24 mělo být prohlášení původně tajné, ale Hrad ho zveřejnil.

## Reakce Číny
Podle čínské oficiální reakce z 25. října 2016 Čína prohlášení vzala na vědomí a čekala, že „nezůstane jen u slov, ale že se to projeví i v činech.“

## Kritika a reakce
V reakci na prohlášení se den po setkání ministra Hermana setkalo s dalajlamou padesát zákonodárců. Na protest proti prohlášení vyvěsily některé školy tibetskou vlajku. Prohlášení kritizovalo také patnáct nevládních organizací. Podle sociologa a právníka Jiřího Příbáně se jednalo o neadekvátní reakci nejvyšších ústavních činitelů. Předseda Ústavního soudu Pavel Rychetský považoval prohlášení za chybu a nahrazení polistopadového étosu pragmatismem. Podle rektora Masarykovy univerzity Mikuláše Beka se blížilo způsobu, jakým vystupovala protektorátní vláda vůči Berlínu nebo normalizační vláda vůči Moskvě. Poslanec Karel Schwarzenberg označil prohlášení za zbabělé. Podle politického komentátora Martina Fendrycha začal po odchodu Václava Havla z politiky odklon od ochrany lidských práv.
Podle průzkumu agentury Nielsen Admosphere pro Českou televizi, který proběhl ve dnech 26. a 27. října 2016, považovalo 40 % dotázaných prohlášení za přehnané, podle 25 % bylo prohlášení běžné, podle 11 % bylo prohlášení výjimečné, ale potřebné. Čtyři procenta respondentů považovaly vyjádření za nedostatečné, zbývající dotázaní neměli žádný názor.
Na obranu Hermana se postavil ministr financí Andrej Babiš, který napsal: „Vážím si vás, pane ministře. Nebát se a nekrást, říkal Masaryk.“ Ministr spravedlnosti Robert Pelikán prohlásil, že prohlášení je „ostuda a ponížení naší země, jež nemá v naší svobodné historii obdoby.“ Naopak podle ministra Zaorálka, autora textu prohlášení, porušil ministr Herman setkáním s dalajlámou dva roky starou neoficiální dohodu představitelů vlády.
Na prohlášení reagovala též iniciativa kolem tzv. Kroměřížské výzvy, kterou reprezentovali právník Jan Kalvoda, Michael Kocáb a jako mluvčí filosof Václav Němec.
V listopadu 2016 se od Prohlášení čtyř distancovala horní komora českého Parlamentu Senát. Podle senátorů nebylo pročínského prohlášení čtyř ústavních činitelů, které spolupodepsal předseda senátu Milan Štěch, názorem celého senátu, ale pouze osobním názorem pana Štěcha. Usnesení Senátu navrhla opoziční Občanská demokratická strana, proti senátnímu usnesení hlasovali senátoři ČSSD, ANO 2011, KSČM nebo Strany práv občanů.